# Medianoche en el jardín del bien y del mal (película)
Medianoche en el jardín del bien y del mal es una película estadounidense del año 1997 dirigida por Clint Eastwood y protagonizada por John Cusack, Kevin Spacey, Jude Law, The Lady Chablis, Jack Thompson e Irma P. Hall. Está basada en la novela homónima de John Berendt.
Fue galardonada con el premio STFC 1997 al mejor actor secundario (Spacey).

## Sinopsis
John Kelso (John Cusack), reportero de una revista de Nueva York, es enviado a Savannah a escribir acerca de la famosa fiesta de Navidad organizada por el excéntrico Jim Williams (Kevin Spacey), millonario coleccionista de arte, anticuario, vividor y homosexual. Kelso queda intrigado por la personalidad de Williams, pero su curiosidad se desvía cuando conoce al amante secreto de Williams, Billy Hanson (Jude Law), un joven atractivo y violento.
Esa misma noche, Billy resulta asesinado, y Kelso decide quedarse y transformase en un reportero policiaco. Así va conociendo una galería de enigmáticos personajes, entre los cuales están Chablis Deveau (The Lady Chablis), una drag queen, Sonny Seiler (Jack Thompson), el abogado de Williams, y  Minerva (Irma P. Hall), una médium. 
Envuelto en un ambiente extravagante y tratando de resolver el asesinato de Billy, Kelso no tiene un minuto de descanso.

## Reparto
- Kevin Spacey ... Jim Williams
- John Cusack ... John Kelso
- Jack Thompson ... Sonny Seiler
- Irma P. Hall ... Minerva
- Jude Law ... Billy Hanson
- The Lady Chablis ... Chablis Deveau
- Alison Eastwood ... Mandy Nicholls
- Paul Hipp ... Joe Odom
- Kim Hunter ... Betty Harty
- Geoffrey Lewis ... Luther Driggers
- Bob Gunton ... Finley Largent
- Richard Herd ... Henry Skerridge

## Producción

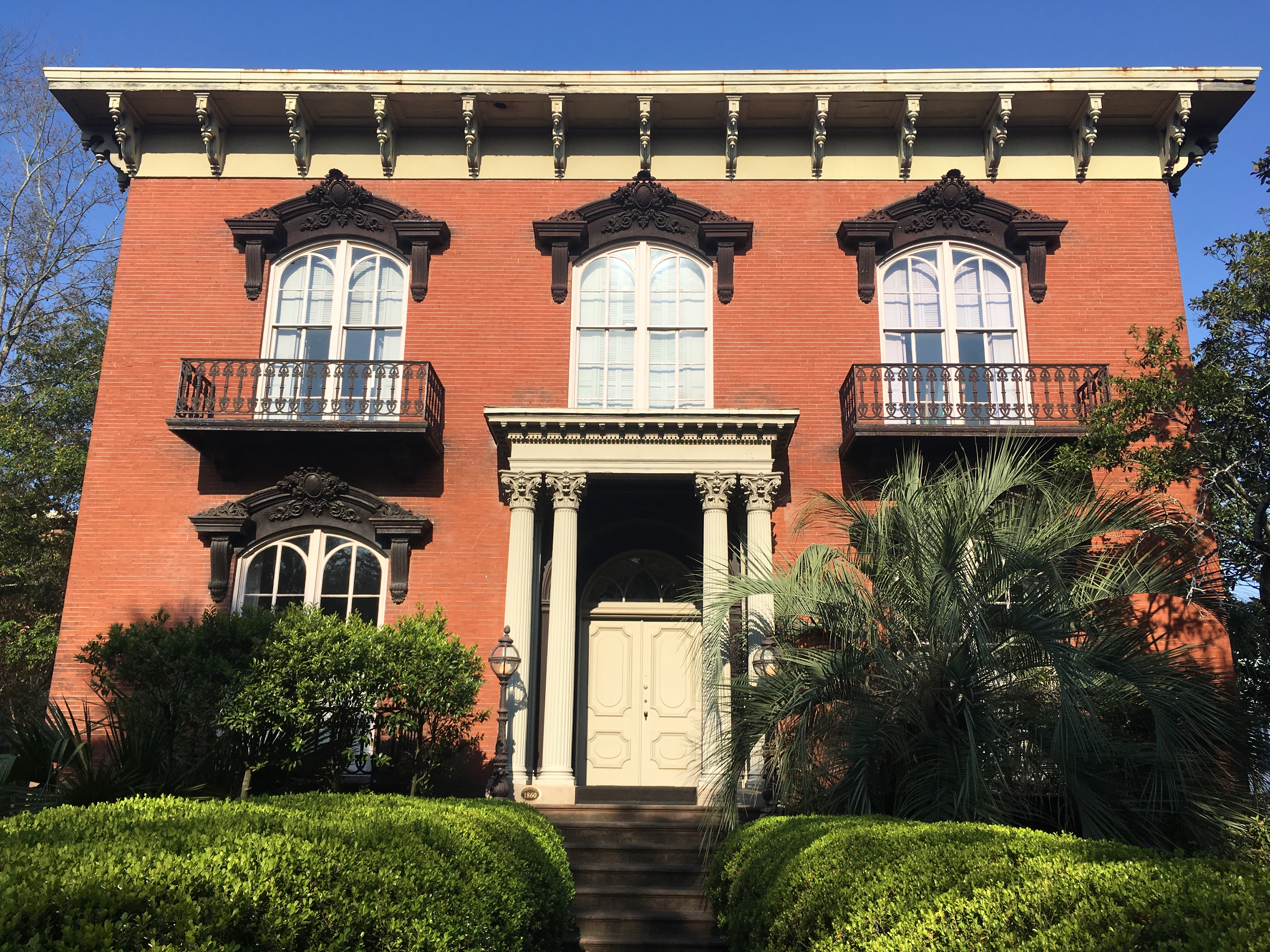
Mercer House. El asesinato de Billy Hanson sucede en la habitación de abajo a la izquierda de esta foto.

El rodaje comenzó en 1997 en Savannah, localidad donde se rodó todo el film. Muchas escenas fueron rodadas en el barrio Monterey. La Mercer House está en 429 Bull Street. John Kelso se pasea por East Taylor Street y East Jones Street, cerca de la Odom's house.
Las escenas del juicio fueron filmadas en los juzgados de Wright Square. Dixie's Flowers, la tienda donde trabaja Mandy está en East State Street.
La clínica del film está en Habersham Street. 
Kelso desayuna en una escena en Clary's Cafe, en 404 Abercorn Street.
El baile de las debutantes fue filmado en el Savannah Inn and Country Club.